# Jasmin Ladurner (Politikerin)
Jasmin Ladurner (* 15. Dezember 1993 in Bozen) ist eine ehemalige Südtiroler Politikerin der SVP.

## Leben
Ladurner wuchs in Partschins auf. Nach dem Besuch der Handelsoberschule in Meran begann sie 2013 an der Universität Innsbruck ein Studium der Politikwissenschaften und des Wirtschaftsrechts, das auch einen Aufenthalt an der Ben-Gurion-Universität in Israel umfasste. 2015 erlangte sie den Bachelorgrad in Politikwissenschaften. Erste politische Erfahrungen sammelte Ladurner als Mitglied der Jungen Generation der Südtiroler Volkspartei (SVP), als Mitarbeiterin der Europäischen Volkspartei, als politische Referentin des bayerischen Staatsministers Ludwig Spaenle und als Koordinatorin im Bundestagswahlkampf der CSU in München. 2016–2017 absolvierte sie berufsbegleitend an der Freien Universität Berlin ein Masterstudium der Wirtschaftswissenschaften. Nach ihrer Rückkehr nach Südtirol war sie im Verkauf eines Seilbahnherstellers tätig.
Bei den Landtagswahlen 2018 konnte Ladurner mit 6825 Vorzugsstimmen auf der Liste der SVP ein Mandat für den Südtiroler Landtag und damit gleichzeitig den Regionalrat Trentino-Südtirol erringen. Damit wurde sie zur jüngsten Südtiroler Landtagsabgeordneten aller Zeiten. Nachdem Unregelmäßigkeiten zur Spesenabrechnung ihrer Dienstfahrten bekannt geworden waren, legte sie ihr Landtags- und Regionalratsmandat am 31. Dezember 2021 zurück.
Sie hat einen Sohn, der am 10. Oktober 2020 geboren wurde.